# Kyselka
Kyselka (en allemand : Gießhübl-Sauerbrunn) est une commune du district et de la région de Karlovy Vary, en République tchèque. Sa population s'élevait à 789 habitants en 2021.

## Géographie
Kyselka se trouve au fond d'une étroite vallée boisée de la rivière Ohře dans les monts Métallifères. Elle est située à 10 km au nord-est du centre de Karlovy Vary et à 105 km à l'ouest-nord-ouest de Prague.
La commune est limitée par Ostrov au nord, par Velichov au nord-est, par la zone militaire de Hradiště à l'est et au sud-est, par Šemnice au sud-ouest et par Sadov à l'ouest.

## Histoire
La commune de Kyselka résulte de la fusion de Kyselka, Radošov et Nová Kyselka en 1950.